# Кафр-эд-Даввар
Кафр-эд-Давва́р — город в Египте, расположен в губернаторстве Бухейра, на восточных окраинах города Александрия. Население 267 370 жителей. Через город проходит один из рукавов Нила - Махмудия. Доля неграмотных в возрасте старше 15 лет - 39%. 

## Экономика
Кафр-эд-Даввар — важный промышленный город в северной части дельты Нила. Бо́льшая часть населения занята в текстильной промышленности. Помимо текстильных предприятий, в городе имеется завод по производству лаков и красок, химическое предприятие, консервный завод. Также развито сельское хозяйство, поскольку город окружают многочисленные деревни.

## История
В 1882 рядом с городом произошло сражение между англичанами и армией Египта под предводительством Араби-паши во время Англо-египетской войны. Араби-паша остановил продвижение британцев к Каиру на 5 недель. Кафр-эд-Даввар — центр рабочего и коммунистического движения в середине XX века.

## Управление
Во главе города стоит городской совет, который, в числе прочих вопросов, занимается выдачей разрешений на строительство и т.д.